# Норфлоксацин
Норфлоксацин — синтетичний антибіотик з групи фторхінолонів II покоління для перорального застосування. Норфлоксацин уперше отриманий у Японії в 1977 році в лабораторії компанії «Kyorin Seiyaku K.K.».

## Фармакологічні властивості
Норфлоксацин — синтетичний антибіотик з групи фторхінолонів II покоління. Діє бактерицидно, порушуючи синтез ДНК в бактеріальних клітинах. До препарату чутливі такі мікроорганізми: сальмонелли, шиґели, Escherichia coli, Enterobacter spp., Proteus spp., Pseudomonas aeuruginosa, Neisseria gonorrhoeae, Campylobacter spp., Haemophilus ducreyi, Ureaplasma ureaticum, клебсієли. До норфлоксацину нечутливі клостридії, хламідії, Actinomyces spp., Enterococcus spp., анаеробні мікроорганізми і грампозитивні мікроорганізми.

### Фармакодинаміка
Норфлоксацин швидко всмоктується в шлунково-кишковому тракті. Біодоступність препарату складає 30—40%. Максимальна концентрація в крові досягається через 1—2 години. Високі концентрації препарату виявляються в жовчі, сечостатевій системі, сечі; в інших органах і тканинах терапевтичних концентрацій не досягає. Препарат проходить через плацентарний бар'єр, виділяється в грудне молоко. Норфлоксацин частково метаболізується в печінці. Виділяється препарат з організму з калом (30%), жовчю, і в незміненому вигляді — з сечею (30%). Період напіввиведення препарату становить 4 години.

## Показання до застосування
Норфлоксацин застосовується при інфекціях верхніх і нижніх сечових щляхів (цистити, пієліти, пієлонефрити), включно з гонореєю; інфекції сечових шляхів, що пов'язані з урологічними процедурами та хірургічними втручаннями; гінекологічні захворювання; кишкові інфекції (в тому числі шиґельоз і сальмонельоз); для профілактики інфекцій у хворих з тяжкою нейтропенією.

## Побічна дія
При застосуванні норфлоксацину можливі наступні побічні ефекти:
- Алергічні реакції — свербіж шкіри, кропив'янка, петехії, ангіоневротичний набряк, фотосенсибілізація, синдром Стівенса-Джонсона, синдром Лаєлла, анафілактичний шок.
- З боку нервової системи — головний біль, запаморочення, сонливість, галюцинації, парестезії, полінейропатія, епілептиформні напади, дезорієнтація.
- З боку травної системи — нудота, блювота, біль в животі, діарея, панкреатит, гіркота в роті, печія, гепатит, жовтяниця, псевдомембранозний коліт, кандидоз ротової порожнини.
- З боку серцево-судинної системи — тахікардія, аритмія, гіпотонія, васкуліт, подовження інтервалу QT на ЕКГ.
- З боку опорно-рухового апарату — артралгії, артрити, тендовагініти, розрив сухожиль.
- З боку сечостатевої системи — інтерстиціальний нефрит, гломерулонефрит, дизурія, поліурія, уретральні кровотечі.
- Зміни в лабораторних аналізах — еозинофілія, лейкопенія, гемолітична анемія, тромбоцитопенія, зниження гематокриту, підвищення рівня активності трансаміназ і лужної фосфатази, підвищення рівня креатиніну і сечовини, альбумінурія, кристалурія.
- Місцеві реакції (при застосуванні у вигляді очних крапель) — порушення зору, припікання та біль у очах, гіперемія та хемоз кон'юнктиви, світлобоязнь, місцеві алергічні реакції.

Частота виникнення побічних ефектів при застосуванні норфлоксацину складає близько 3%.

## Протипокази
Норлоксацин протипоказаний при непереносимості фторхінолонів, при вагітності, годуванні грудьми, епілепсії, дітям до 18 років. При застосуванні норфлоксацину протипоказане ультрафіолетове опромінення через можливість фотодерматозу.

## Форми випуску
Норфлоксацин випускається у вигляді таблеток і желатинових капсул по 0,2; 0,4 та 0,8 г; а також очних і вушних крапель по 5 мл 0,5% розчину. Норфлоксацин разом із тинідазолом входить до складу комбінованого препарату «Золоксацин».

## Застосування у ветеринарії
Норфлоксацин для застосування у ветеринарії випускається у вигляді 10% розчину для перорального застосування та застосовується для лікування інфекцій, викликаних чутливими до антибіотику збудниками (у тому числі при сальмонельозі) у домашніх птахів, свиней, корів, кіз та овець.